# Alexis 133
Alexis 133 är ett reservat i Kanada.   Det ligger i provinsen Alberta, i den centrala delen av landet, 2 900 km väster om huvudstaden Ottawa. Alexis 133 ligger vid sjöarna  Birch Lake och Lac Ste. Anne.
Omgivningarna runt Alexis 133 är en mosaik av jordbruksmark och naturlig växtlighet. Runt Alexis 133 är det mycket glesbefolkat, med 3 invånare per kvadratkilometer.